# Kenneth Iverson
Kenneth Iverson, rodným jménem Kenneth Eugene Iverson (17. prosince 1920, Camrose – 19. října 2004, Toronto) byl kanadský informatik. Je znám především coby autor programovacího jazyka APL, který vyvinul v roce 1962. V roce 1979 dostal Turingovu cenu za přínos v oblasti teorie programovacích jazyků, matematické notace a vývoj jazyka APL. Je po něm pojmenována Iversonova cena, kterou uděluje ACM za zásluhy na programovacím jazyku APL.